# Lilla Sultentjärnen
Lilla Sultentjärnen är en sjö i Vansbro kommun i Dalarna och ingår i Norrströms huvudavrinningsområde.